# Karamat (Gunung Puyuh)
Karamat is een bestuurslaag in het regentschap Kota Sukabumi van de provincie West-Java, Indonesië. Karamat telt 9346 inwoners (volkstelling 2010).